# 阿氏飛魚
阿氏飛魚（学名：Cheilopogon abei），又名阿氏鬚唇飛魚、飛烏，为飛魚科燕鰩魚屬下的一个种。